# Championnat d'Afrique du Nord de football 1922-1923
Navigation
Édition 1922 Édition 1924
Le Championnat d'Afrique du Nord 1923 est la 4e édition du Championnat d'Afrique du Nord de football. Il s'agit de la 4e édition de cette compétition de l'ULNA qui se termine par une victoire du FC Blida.
Les deux équipes qui se rencontrent en finale sont le SC Bel-Abbès champion de la Ligue d'Oran et le FC Blida champion de la Ligue d'Alger. Elle se termine par une victoire du FC Blida sur le score de 1 but à 0.

## Histoire
Le FC Blida remporte la compétition pour la première fois de son histoire et permet à sa ligue, la Ligue d'Alger d'obtenir également son premier titre dans cette compétition. Le SC Bel-Abbès est défait pour la toute première fois en finale dans cette compétition.
Au total, lors de cette édition, 4 matchs ont été joués avec 4 participants champions des quatre ligues différentes que sont le champion de la Ligue d'Alger, champion de la Ligue d'Oran, champion de la Ligue de Tunisie, et le champion de la Ligue de Constantine.

## Demi-finales
| Titulaires : |  |
| |  |
| 1. Turin 2. Manzanarès 3. Rebora; 4. Cutillas 5. Eradès 6. Rodriguez; 7. Liminana 8. Jacques Bensadoun 9. André Liminana 10. Munoz 11. Pozzo |  |

| Titulaires : |  |
| |  |
| 1. Trojani 2. Reynaud 3. Zicarelli; 4. Tari 5. Debono 6. Xerri II ; 7. Bonici 8. Xerri I 9. Chibali 10. Feddaoui 11. Signoracci |  |

| Titulaires : |  |
| |  |
| 1. Turin 2. Manzanarès 3. Rebora; 4. Cutillas 5. Eradès 6. Rodriguez; 7. Liminana 8. Jacques Bensadoun 9. André Liminana 10. Munoz 11. Pozzo |  |

| Titulaires : |  |
| |  |
| 1. Trojani 2. Reynaud 3. Zicarelli; 4. Tari 5. Debono 6. Xerri II ; 7. Bonici 8. Xerri I 9. Chibali 10. Feddaoui 11. Signoracci |  |

| Titulaires : |  |
| |  |
| 1. Fontaine 2. Gustin 3. Maufront; 4. Marc Chapus 5. Baptiste Mascherpa 6. Marcel Clément; 7. Marco 8. Bernesser 9. Henri Salvano 10. Bensaïd 11. Georges Bonello |  |

| Titulaires : |  |
| |  |
| 1. Lavau 2. Beaume 3. Garriga; 4. Torrent 5. Olivieri 6. Couty; 7. Relniger 8. Rulfo 9. Meng 10. Saunot 11. Léotard |  |

| Titulaires : |  |
| |  |
| 1. Fontaine 2. Gustin 3. Maufront; 4. Marc Chapus 5. Baptiste Mascherpa 6. Marcel Clément; 7. Marco 8. Bernesser 9. Henri Salvano 10. Bensaïd 11. Georges Bonello |  |

| Titulaires : |  |
| |  |
| 1. Lavau 2. Beaume 3. Garriga; 4. Torrent 5. Olivieri 6. Couty; 7. Relniger 8. Rulfo 9. Meng 10. Saunot 11. Léotard |  |

### Finale
| Titulaires : |  |
| |  |
| 1. Fontaine 2. Maufront 3. Gustin 4. Marcel Clément 5. Mascherpa 6. Marc Chapus 7. Georges Bonello 8. Bernesser 9. Martin 10. Henri Salvano 11. Marco |  |
| Remplaçants : |  |
| Chichizola, Garcia |  |

| Titulaires : |  |
| |  |
| 1. Turin 2. Rebora 3. Manzanarès 4. Cutillas 5. Eradès 6. Rodriguez 7. Liminana 8. Jacques Bensadoun 9. André Liminana 10. Munoz 11. Pozzo |  |

| Titulaires : |  |
| |  |
| 1. Fontaine 2. Maufront 3. Gustin 4. Marcel Clément 5. Mascherpa 6. Marc Chapus 7. Georges Bonello 8. Bernesser 9. Martin 10. Henri Salvano 11. Marco |  |
| Remplaçants : |  |
| Chichizola, Garcia |  |

| Titulaires : |  |
| |  |
| 1. Turin 2. Rebora 3. Manzanarès 4. Cutillas 5. Eradès 6. Rodriguez 7. Liminana 8. Jacques Bensadoun 9. André Liminana 10. Munoz 11. Pozzo |  |

| Championnat d'Afrique du Nord Vainqueur 1923 |
| -------------------------------------------- |
| FC Blida Premier titre                       |

## Sources
- (en) Peter Kungler, « North African Champions Cup », sur rsssf.com